# Paul Thomas Anderson
Paul Thomas Anderson (Los Angeles, 26 giugno 1970) è un regista, sceneggiatore, produttore cinematografico e direttore della fotografia statunitense.
Considerato tra i migliori registi della sua generazione e tra i più influenti del nuovo cinema statunitense, Anderson ha ricevuto il plauso della critica e numerosi riconoscimenti per il film Boogie Nights - L'altra Hollywood, vincendo i maggiori premi nei principali festival mondiali: nel 1999 l'Orso d'oro al Festival internazionale del cinema di Berlino per il film Magnolia, nel 2002 il Premio per il miglior regista al Festival di Cannes per il film Ubriaco d'amore, nel 2012 il Leone d'argento per la migliore regia alla Mostra internazionale d'arte cinematografica di Venezia per The Master e nel 2007 l'Orso d'argento per il miglior regista per Il petroliere.
Nel corso della sua carriera ha ricevuto undici candidature al Premio Oscar, di cui tre al miglior regista per  Il petroliere (2007), Il filo nascosto (2018) e Licorice Pizza (2021) senza però mai vincerlo, fatto che lo rende il regista vivente con più candidature alla statuetta senza però alcuna vittoria. Per  Licorice Pizza si è aggiudicato il BAFTA alla migliore sceneggiatura originale.
I film di Anderson sono spesso drammi psicologici caratterizzati da personaggi rappresentanti la disperazione e l'imperfezione, dall'esplorazione di temi come famiglie disfunzionali, l'alienazione, la solitudine, la redenzione e da uno stile visivo audace con un ampio utilizzo di piani sequenza. Ha inoltre diretto video musicali per vari artisti, tra cui Fiona Apple, con la quale ha avuto una relazione, Radiohead, Haim, Joanna Newsom, Aimee Mann, Jon Brion e Michael Penn.  Nel 2019 ha diretto un cortometraggio che accompagna Anima di Thom Yorke.

## Biografia
Figlio del doppiatore Ernie Anderson, è noto soprattutto per la regia di film corali, dove le storie di parecchi personaggi si intrecciano tra di loro. Il suo cinema è influenzato soprattutto dal lavoro di John Huston, Stanley Kubrick, Robert Altman, Martin Scorsese, Jonathan Demme, Orson Welles, Max Ophüls e Robert Downey Sr..
Fa parte di quella generazione di registi che, come il collega e grande amico Quentin Tarantino, non ha imparato a fare cinema nelle scuole, bensì guardando migliaia di film in video, acquisendo così una conoscenza enciclopedica della tecnica e della cultura cinematografica. Anderson ha infatti frequentato la scuola di cinema per solo due giorni, preferendo un apprendimento autodidatta attraverso la visione di pellicole di registi a cui era appassionato, spesso accompagnate dal commento di questi ultimi.
Nel 1997 il Boston Society of Film Critics lo premia come miglior regista esordiente in merito ai suoi primi due film. Riceve la sua prima candidatura agli Oscar grazie alla sceneggiatura originale di Boogie Nights - L'altra Hollywood, la seconda arriva con Magnolia, film che al Festival di Berlino si aggiudica l'Orso d'oro. Al Festival di Cannes 2002 è stato premiato come miglior regista con Ubriaco d'amore. A Berlino nel 2008 riceve l'Orso d'argento per la migliore regia con il film Il petroliere, il quale riceve anche 8 nomination agli Oscar, tra cui quelle per miglior film, miglior regia e miglior sceneggiatura non originale, vincendo i premi per la miglior fotografia e miglior attore protagonista. La sua regia, in questo film, viene premiata dal Kansas City Film Critics Circle, dal London Critics Circle Film, dalla Los Angeles Film Critics Association e dalla National Society of Film Critics.
Nel 2010 Anderson aveva iniziato a lavorare a The Master, un film incentrato su una organizzazione religiosa (con forti riferimenti a Scientology). Con Philip Seymour Hoffman nella parte di Lancaster Dodd, capo spirituale dell'organizzazione e Joaquin Phoenix nel ruolo di Freddie Quell, giovane marine e nuovo adepto. Inizialmente era prevista anche la partecipazione di Reese Witherspoon. A causa del bilancio di produzione fissato a 35 milioni di dollari, in marzo gli Universal Studios annunciarono la loro estromissione dal progetto, in considerazione di una spesa troppo alta, e portando ad uno stop la produzione della pellicola. La piccola compagnia River Road si avvicinò, offrendo un aiuto economico per la realizzazione. Qualche tempo dopo, in settembre, fu annunciato il rinvio a data da destinarsi della lavorazione, vista la mancanza di investitori.
I giochi si sono ufficialmente riaperti quando, il 10 febbraio 2011, si è cominciato a parlare di un possibile finanziamento da parte di Megan Ellison, figlia di Larry Ellison, milionario imprenditore e informatico statunitense. Il film è stato distribuito nelle sale statunitensi in numero limitato il 12 ottobre 2012 ed il 9 novembre in Gran Bretagna. Il 20 luglio 2012 è stato diffuso online il full trailer del film, cui ha fatto seguito la versione italiana il 13 dicembre 2012. È stato presentato alla 69ª Mostra di Venezia, raccogliendo un buon consenso di pubblico e critica, dove si è aggiudicato il Leone d'argento per la miglior regia e la Coppa Volpi per la migliore interpretazione maschile a Joaquin Phoenix e Philip Seymour Hoffman. È stato distribuito nelle sale italiane il 3 gennaio 2013.
Nel 2014 esce l'adattamento di Vizio di forma (Inherent Vice, 2011), romanzo di Thomas Pynchon edito in Italia da Einaudi, con Joaquin Phoenix protagonista.
Nel 2017 viene confermata la partecipazione di Daniel Day-Lewis al suo nuovo film, Il filo nascosto (Phantom Thread), uscito a fine anno. Il film, incentrato sull'ambiente della moda nella Londra degli anni 50, vede in altri ruoli Lesley Manville e Vicky Krieps. Il film ottiene diversi riconoscimenti, tra i quali sei candidature agli Oscar, incluso miglior film, miglior regista e miglior attore. Per Anderson si tratta rispettivamente della sua settima e ottava nomination.

## Vita privata
Nel corso degli anni novanta, Anderson ha avuto una relazione con la cantante Fiona Apple, per la quale ha diretto numerosi video musicali.
Dal 2001 è legato alla comica e attrice Maya Rudolph. I due vivono insieme nella San Fernando Valley, con i loro quattro figli: Pearl Bailey (nata nell'ottobre del 2005), Lucille (nata nel novembre del 2009), Jack (nato nel luglio del 2011) e Minnie Ida (nata nell'agosto del 2013).

## Temi e stile
È noto per ambientare i suoi film nella San Fernando Valley con personaggi realisticamente imperfetti e disperati. Tra i temi trattati nei film di Anderson ci sono le relazioni familiari disfunzionali, l'alienazione, le famiglie surrogate, il rimpianto, la solitudine, il destino, la capacità di perdono e i fantasmi del passato. Anderson fa un uso frequente della ripetizione per creare enfasi e coerenza tematica: in Boogie Nights - L'altra Hollywood, Magnolia, Ubriaco d'amore e The Master, la frase "Non ho fatto niente" viene usata più di una volta, sviluppando temi di responsabilità e negazione. I film di Anderson sono noti per il loro stile visivo audace, che include marchi di fabbrica come l'uso di pochissimi tagli e molti piani sequenza attraverso l'utilizzo di Steadicam (l'inizio di Boogie Nights - L'altra Hollywood, per esempio, è un lungo piano sequenza di tre minuti), un uso memorabile della musica e immagini audiovisive multistrato. Anderson tende a fare spesso riferimento al Libro dell'Esodo nei suoi film, in modo esplicito o sottile, come nel caso della pioggia di rane alla fine di Magnolia, nel quale racconta la piaga delle rane descritta nell'Esodo 8:2, oppure nel caso del film Il petroliere, dove il titolo e gli avvenimenti della pellicola fanno riferimento all'Esodo 7:19, la piaga del sangue.
Il film Il petroliere si distingue in parte dai suoi primi film: vi sono i temi ricorrenti sopra citati, ma il film è più apertamente impegnato con la politica rispetto ai suoi film precedenti, esaminando il capitalismo e temi come la ferocia, l'ossessione e la religione.
Anderson inoltre ha stretto sodalizi con diversi collaboratori, in particolar modo con gli attori Philip Seymour Hoffman, che è apparso nei suoi primi quattro film e in The Master prima della sua morte prematura nel 2014, Philip Baker Hall, John C. Reilly, Melora Walters, Robert Ridgely e Daniel Day-Lewis, il direttore della fotografia Robert Elswit, il costumista Mark Bridges, e soprattutto il compositore Jonny Greenwood, che ha composto le colonne di molti dei suoi film.

## Filmografia

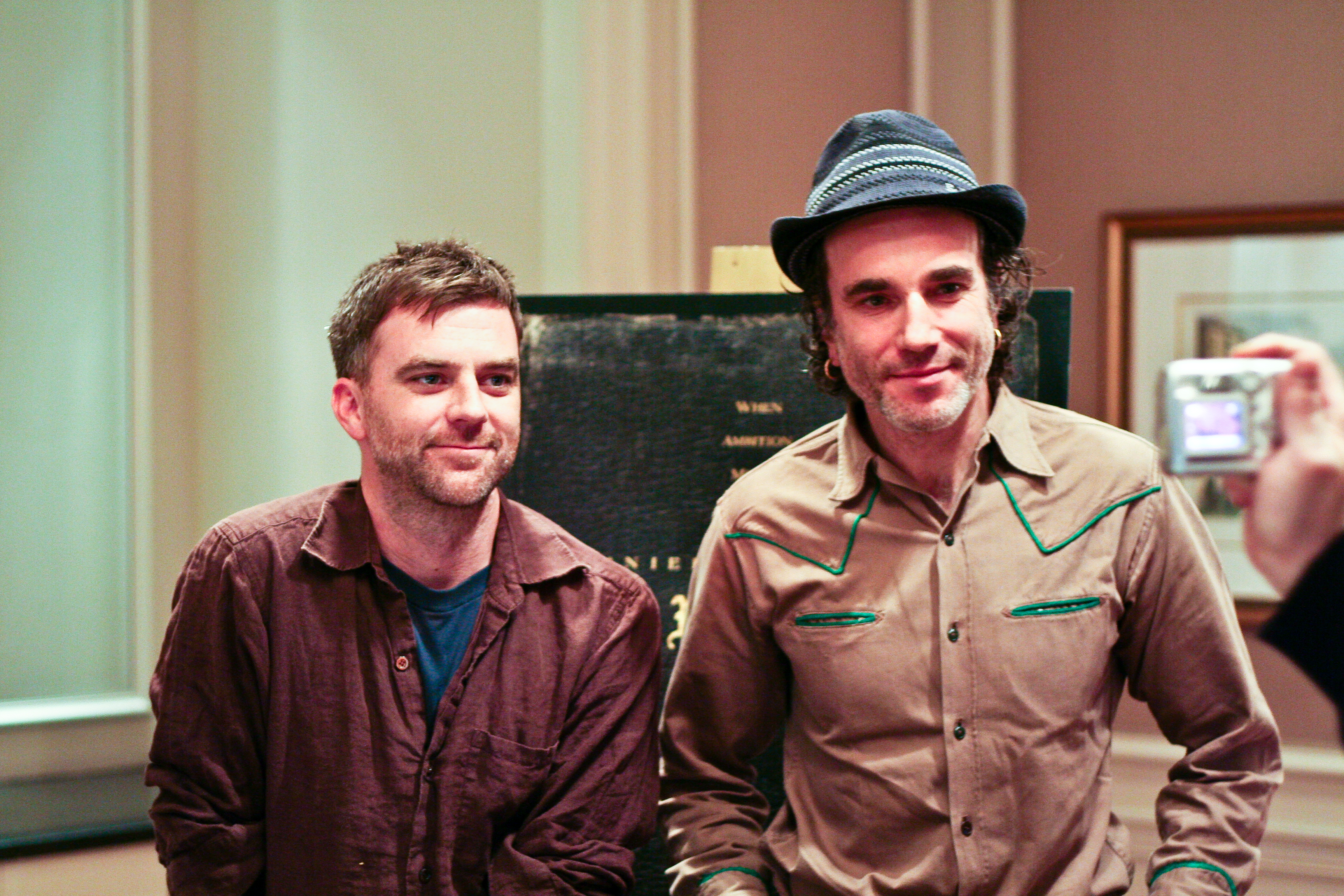
Paul Thomas Anderson insieme a Daniel Day-Lewis nel 2007.

### Regista

#### Lungometraggi
- Sydney (Hard Eight) (1996)
- Boogie Nights - L'altra Hollywood (Boogie Nights) (1997)
- Magnolia (1999)
- Ubriaco d'amore (Punch-Drunk Love) (2002)
- Il petroliere (There Will Be Blood) (2007)
- The Master (2012)
- Vizio di forma (Inherent Vice) (2014)
- Il filo nascosto (Phantom Thread) (2017)
- Licorice Pizza (2021)
- Una battaglia dopo l'altra (One Battle After Another) (2025)

#### Documentari
- Junun (2015)

#### Cortometraggi
- The Dirk Diggler Story (1988)
- Cigarettes & Coffee (1993)
- Flagpole Special (1998)
- Couch (2002)
- Mattress Man Commercial (2003)
- Blossoms & Blood (2003)
- Back Beyond (2013)
- Valentine (2017) - Documentario
- Anima (2019)

#### Videoclip
- Try — Michael Penn (1997)
- Across the Universe — Fiona Apple (1998)
- Fast as You Can — Fiona Apple (1999)
- Save Me — Aimee Mann (1999)
- Limp — Fiona Apple (2000)
- Paper Bag — Fiona Apple (2000)
- Here We Go — Jon Brion (2002)
- Hot Knife — Fiona Apple (2013)
- Sapokanikan — Joanna Newsom (2015)
- Divers — Joanna Newsom (2015)
- Daydreaming — Radiohead (2016)
- Present Tense — Radiohead (2016)
- The Numbers — Radiohead (2016)
- Right Now — Haim (2017)
- Valentine — Haim (2017) - Documentario
- Little of Your Love — Haim (2017)
- Night So Long — Haim (2018)
- Anima — Thom Yorke (2019)
- Summer Girl — Haim (2019)
- Now I'm in It — Haim (2019)
- The Steps — Haim (2020)
- Man from the Magazine — Haim (2020)
- Lost Track — Haim (2022)

### Sceneggiatore

#### Lungometraggi
- Sydney (Hard Eight), regia di Paul Thomas Anderson (1996)
- Boogie Nights - L'altra Hollywood (Boogie Nights), regia di Paul Thomas Anderson (1997)
- Magnolia, regia di Paul Thomas Anderson (1999)
- Ubriaco d'amore (Punch-Drunk Love), regia di Paul Thomas Anderson (2002)
- Il petroliere (There Will Be Blood), regia di Paul Thomas Anderson (2007)
- The Master, regia di Paul Thomas Anderson (2012)
- Vizio di forma (Inherent Vice), regia di Paul Thomas Anderson (2014)
- Il filo nascosto (Phantom Thread), regia di Paul Thomas Anderson (2017)
- Licorice Pizza, regia di Paul Thomas Anderson (2021)
- Napoleon, regia di Ridley Scott (2023) - con David Scarpa - non accreditato
- Una battaglia dopo l'altra (One Battle After Another), regia di Paul Thomas Anderson (2025)

#### Cortometraggi
- The Dirk Diggler Story, regia di Paul Thomas Anderson (1988)
- Cigarettes & Coffee, regia di Paul Thomas Anderson (1993)
- Flagpole Special, regia di Paul Thomas Anderson (1998)
- Couch, regia di Paul Thomas Anderson (2002)
- Mattress Man Commercial, regia di Paul Thomas Anderson (2003)
- Blossoms & Blood, regia di Paul Thomas Anderson (2003)
- Back Beyond, regia di Paul Thomas Anderson (2013)

### Produttore
- Boogie Nights - L'altra Hollywood (Boogie Nights), regia di Paul Thomas Anderson (1997)
- Magnolia, regia di Paul Thomas Anderson (1999)
- Ubriaco d'amore (Punch-Drunk Love), regia di Paul Thomas Anderson (2002)
- Il petroliere (There Will Be Blood), regia di Paul Thomas Anderson (2007)
- The Master, regia di Paul Thomas Anderson (2012)
- Vizio di forma (Inherent Vice), regia di Paul Thomas Anderson (2014)
- Il filo nascosto (Phantom Thread), regia di Paul Thomas Anderson (2017)
- Waterlily Jaguar, regia di Melora Walters (2018)
- Licorice Pizza, regia di Paul Thomas Anderson (2021)
- Una battaglia dopo l'altra (One Battle After Another), regia di Paul Thomas Anderson (2025)

### Direttore della fotografia
- The Dirk Diggler Story, regia di Paul Thomas Anderson – cortometraggio (1988)
- Il filo nascosto (Phantom Thread), regia di Paul Thomas Anderson (2017) - non accreditato
- Licorice Pizza, regia di Paul Thomas Anderson (2021)
- Una battaglia dopo l'altra (One Battle After Another), regia di Paul Thomas Anderson (2025)

### Attore
- Magnolia, regia di Paul Thomas Anderson (1999) - cameo non accreditato
- Minority Report, regia di Steven Spielberg (2002) - cameo non accreditato

### Doppiatore
- Documentary Now! - serie TV, episodio 2x05 (2016)

## Trasmissioni televisive
- Saturday Night Live – varietà televisivo (2000)

## Teatro
- Untitled Maya Rudolph & Fred Armisen Play, Largo Theatre di Los Angeles (2008)

## Riconoscimenti
- Premio Oscar
  - 1998 – Candidato alla migliore sceneggiatura originale per Boogie Nights - L'altra Hollywood
  - 2000 – Candidato alla migliore sceneggiatura originale per Magnolia
  - 2008 – Candidato al miglior film per Il petroliere
  - 2008 – Candidato alla miglior regia per Il petroliere
  - 2008 – Candidato alla miglior sceneggiatura non originale per Il petroliere
  - 2015 – Candidato alla miglior sceneggiatura non originale per Vizio di forma
  - 2018 – Candidato al miglior film per Il filo nascosto
  - 2018 – Candidato alla miglior regia per Il filo nascosto
  - 2022 – Candidato al miglior film per Licorice Pizza
  - 2022 – Candidato alla miglior regia per Licorice Pizza
  - 2022 – Candidato alla migliore sceneggiatura originale per Licorice Pizza
- Festival di Cannes
  - 2002 – Prix de la mise en scène per Ubriaco d'amore (ex aequo con Im Kwon-taek)
  - 2002 – Candidato alla Palma d'oro per Ubriaco d'amore
- AACTA International Awards
  - 2013 – Candidato alla miglior sceneggiatura per The Master
- Premi BAFTA
  - 1998 – Candidato alla migliore sceneggiatura originale per Boogie Nights - L'altra Hollywood
  - 2008 – Candidato al miglior regista per Il petroliere
  - 2008 – Candidato alla miglior sceneggiatura non originale per Il petroliere
  - 2013 – Candidato alla miglior sceneggiatura originale per The Master
  - 2022 – Candidato al miglior regista per Licorice Pizza
  - 2022 – Migliore sceneggiatura originale per Licorice Pizza
  - 2022 – Candidatura al miglior film per Licorice Pizza
- Festival internazionale del cinema di Berlino
  - 2000 – Orso d'oro per Magnolia
  - 2000 – Premio della giuria del Berliner Morgenpost per Magnolia
  - 2008 – Orso d'argento per il miglior regista per Il petroliere
  - 2008 – Candidato all'Orso d'oro per Il petroliere
- Boston Society of Film Critics Awards
  - 1997 – Candidato al miglior regista esordiente per Sydney e Boogie Nights - L'altra Hollywood
  - 2012 – Candidato al miglior regista per The Master
- Central Ohio Film Critics Association Awards
  - 2003 – Miglior regista per Ubriaco d'amore
  - 2003 – Miglior sceneggiatura originale per Ubriaco d'amore
  - 2008 – Candidato al miglior regista per Il petroliere
  - 2008 – Candidato alla miglior sceneggiatura non originale per Il petroliere
  - 2013 – Candidato al miglior regista per The Master
  - 2015 – Candidato alla miglior sceneggiatura non originale per Vizio di forma
- Premi César
  - 2009 – Candidatura al miglior film straniero per Il petroliere
- Chicago Film Critics Association Awards
  - 1998 – Candidato alla miglior regia per Boogie Nights - L'altra Hollywood
  - 2000 – Candidato alla miglior regia per Magnolia
  - 2000 – Candidato alla miglior sceneggiatura per Magnolia
  - 2003 – Candidato alla miglior regia per Ubriaco d'amore
  - 2003 – Candidato alla miglior sceneggiatura per Ubriaco d'amore
  - 2008 – Candidato alla miglior regia per Il petroliere
  - 2008 – Candidato alla miglior sceneggiatura non originale per Il petroliere
  - 2013 – Candidato alla miglior regia per The Master
  - 2013 – Candidato alla miglior sceneggiatura originale per The Master
  - 2015 – Candidato alla miglior sceneggiatura non originale per Vizio di forma
- Critics' Choice Awards
  - 2013 – Candidato alla miglior sceneggiatura originale per The Master
  - 2015 – Candidato alla miglior sceneggiatura non originale per Vizio di forma
  - 2022 – Candidatura al miglior regista per Licorice Pizza
  - 2022 – Candidatura alla miglior sceneggiatura originale per Licorice Pizza
- David di Donatello
  - 2008 – Candidato al miglior film straniero per Il petroliere
- Directors Guild of America Award
  - 2008 – Candidato alla miglior regia per Il petroliere
- Empire Awards
  - 2001 – Candidato al miglior regista per Magnolia
  - 2009 – Candidato al miglior regista per Il petroliere
- European Film Awards
  - 1998 – Candidato al miglior film internazionale per Boogie Nights - L'altra Hollywood
- Festival del cinema americano di Deauville
  - 1996 – Candidato al Grand Prix per Sydney
- Festival internazionale del cinema di San Sebastián
  - 2000 – FIPRESCI al miglior film per Magnolia
  - 2008 – FIPRESCI al miglior film per Il petroliere
- Film Critics Circle of Australia Awards
  - 2008 – Candidato al miglior film straniero in lingua inglese per Il petroliere
- Golden Globe
  - 2008 – Candidato al miglior film drammatico per Il petroliere
  - 2022 – Candidato al miglior film commedia o musicale per Licorice Pizza
  - 2022 – Candidato alla migliore sceneggiatura per Licorice Pizza
- Gotham Independent Film Awards
  - 2013 – Candidato al miglior film per The Master
- Guldbagge Awards
  - 2001 – Miglior film straniero per Magnolia
  - 2008 – Candidato al miglior film straniero per Il petroliere
- Independent Spirit Awards
  - 1998 – Candidato al miglior film d'esordio per Sydney
  - 1998 – Candidato alla miglior sceneggiatura d'esordio per Sydney
  - 2015 – Premio Robert Altman per Vizio di forma
- Kansas City Film Critics Circle Awards
  - 2008 – Miglior regista per Il petroliere (ex aequo con Julian Schnabel)
  - 2013 – Miglior sceneggiatura originale per The Master
- Las Vegas Film Critics Society Awards
  - 2002 – Candidato al miglior regista per Ubriaco d'amore
  - 2002 – Candidato alla miglior sceneggiatura per Ubriaco d'amore
- London Critics Circle Film Awards
  - 2001 – Candidato a sceneggiatore dell'anno per Magnolia
  - 2008 – Regista dell'anno per Il petroliere
  - 2008 – Candidato a sceneggiatore dell'anno per Il petroliere
  - 2013 – Candidato a regista dell'anno per The Master
  - 2013 – Candidato a sceneggiatore dell'anno per The Master
- Los Angeles Film Critics Association Awards
  - 1997 – New Generation Award per Sydney e Boogie Nights - L'altra Hollywood
  - 2007 – Miglior regista per Il petroliere
  - 2007 – Candidato alla miglior sceneggiatura per Il petroliere
  - 2012 – Miglior regista per The Master
- Mostra internazionale d'arte cinematografica di Venezia
  - 2012 – Leone d'Argento per la miglior regia per The Master
  - 2012 – Premio FIPRESCI per The Master
  - 2012 – Candidato al Leone d'Oro per The Master
- Nastro d'argento
  - 2000 – Candidato al regista del miglior film straniero per Magnolia
  - 2008 – Candidato al regista del miglior film non europeo per Il petroliere
- National Board of Review Awards
  - 2014 – Miglior sceneggiatura non originale per Vizio di forma
- New York Film Critics Circle Awards
  - 2007 – Candidato al miglior regista per Il petroliere
  - 2012 – Candidato al miglior regista per The Master
- Producers Guild of America Awards
  - 2008 – Candidato al miglior produttore per Il petroliere
- Phoenix Film Critics Society Awards
  - 2003 – Candidato alla miglior sceneggiatura originale per Ubriaco d'amore
  - 2012 – Candidato alla miglior sceneggiatura originale per The Master
- San Diego Film Critics Society Awards
  - 2007 – Miglior regia per Il petroliere
  - 2007 – Miglior sceneggiatura non originale per Il petroliere
  - 2012 – Miglior sceneggiatura originale per The Master
  - 2012 – Candidato alla miglior regia per The Master
- Satellite Award
  - 1998 – Candidato al miglior film drammatico per Boogie Nights - L'altra Hollywood
  - 1998 – Candidato alla miglior regia per Boogie Nights - L'altra Hollywood
  - 1998 – Candidato alla miglior sceneggiatura originale per Boogie Nights - L'altra Hollywood
  - 2000 – Candidato alla miglior regia per Magnolia
  - 2000 – Candidato alla miglior sceneggiatura originale per Magnolia
  - 2012 – Candidato alla miglior sceneggiatura originale per The Master
  - 2014 – Candidato alla miglior sceneggiatura non originale per Vizio di forma
- Toronto International Film Festival
  - 1997 – Metro Media Award per Boogie Nights - L'altra Hollywood (ex aequo con Curtis Hanson, Arnon Milchan e Michael G. Nathanson)
- Vancouver Film Critics Circle Awards
  - 2008 – Candidato al miglior regista per Il petroliere
- Writers Guild of America Awards
  - 1998 – Candidato alla miglior sceneggiatura originale per Boogie Nights - L'altra Hollywood
  - 2000 – Candidato alla miglior sceneggiatura originale per Magnolia
  - 2013 – Candidato alla miglior sceneggiatura originale per The Master
  - 2015 – Candidato alla miglior sceneggiatura non originale per Vizio di forma